# Friedrich Fleiter
Friedrich Fleiter (1836-1924) was een Duits orgelbouwer. Hij bouwde zijn orgels vooral in kerken in Noordrijn-Westfalen.

## Biografie
Fleiter leerde het vak bij de orgelbouwersfamilie Haupt uit Osnabrück en was later werkmeester van het orgelbouwbedrijf van Franz Wilhelm Sonreck. In 1872 begon hij in Münster voor zichzelf. Hier bouwde hij het orgel voor het Franziscaanse klooster. Hij voerde zijn bedrijf aanvankelijk vanuit het toenmalige Kolpinghaus en verhuisde in 1885 naar een eigen werkplaats.
Tot medio jaren 1890 bouwde hij orgels met mechanisch aangedreven windluiken. Sinds 1895 bouwde hij ze echter met een pneumatische tractuur waarvoor hij dat jaar een patent vestigde.
Fleiter was medeoprichter van de Bund Deutscher Orgelbaumeister. In 1912 nam zijn zoon Ludwig Fleiter (1880-1963) het bedrijf over. Het bedrijf bestaat ook in de 21e eeuw nog. Aan het bedrijf is het Orgelmuseum Fleiter verbonden waar ook Fleiters exemplaar voor de kerk in Albrachten uit 1880 opgesteld staat.

## Galerij

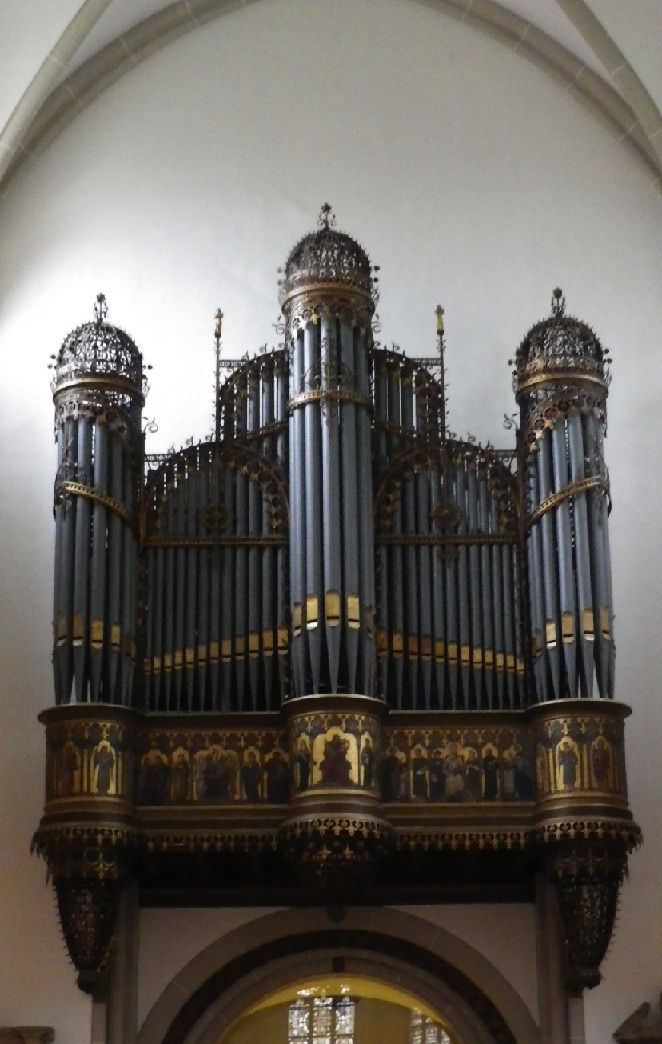
Sint-Mauritiuskerk in Münster, 1882
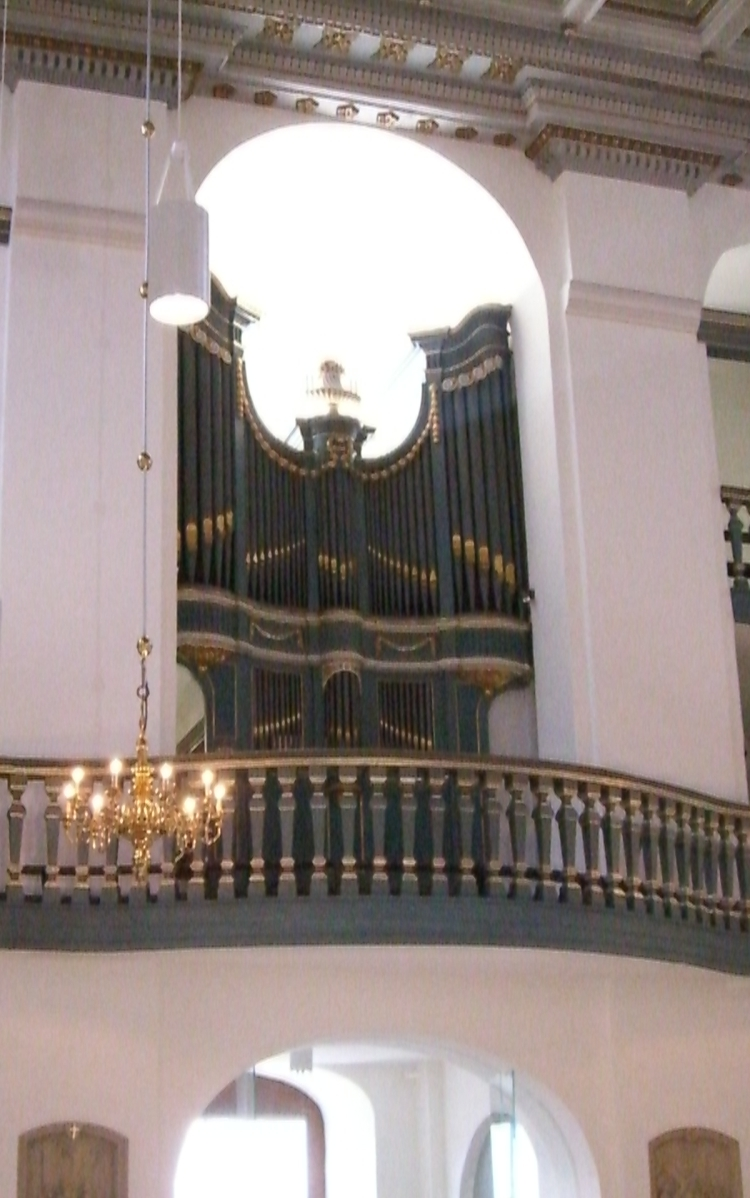
Sint-Reginakerk, Drensteinfurt, 1891
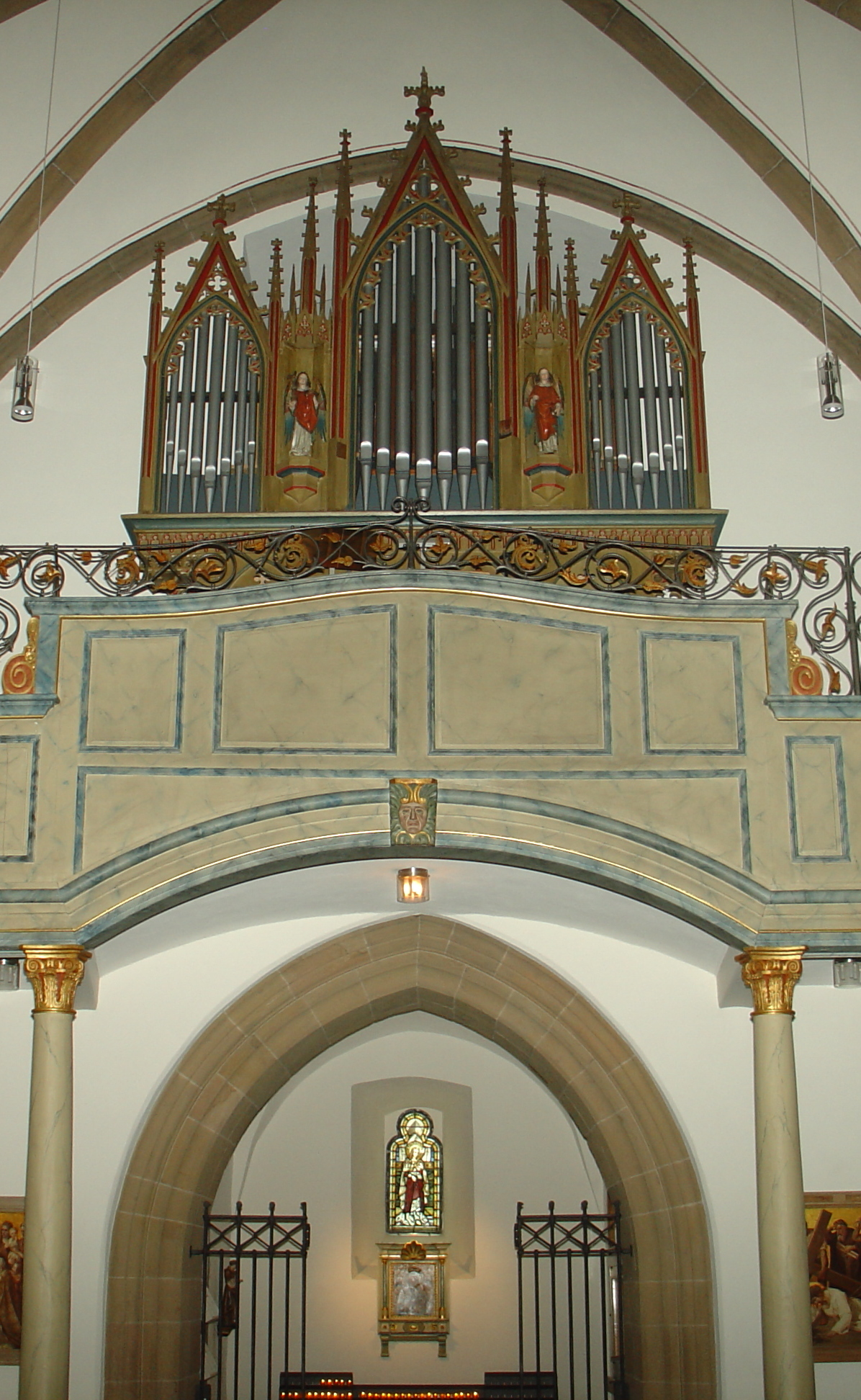
Sint-Marienkerk, Rheda-Wiedenbrück, 1895
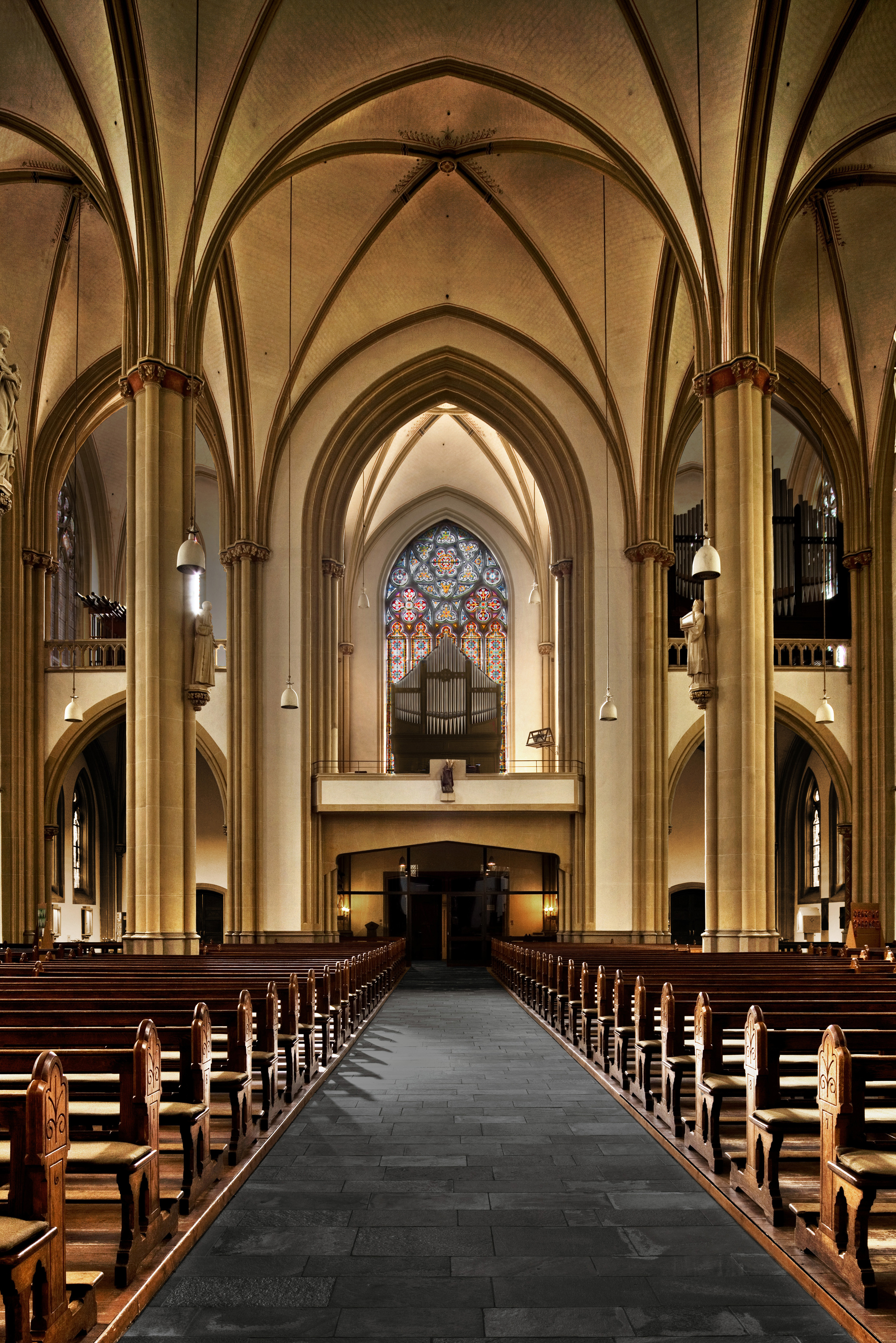
Sint-Nicomedeskerk, Borghorst-Steinfurt, 1926